# Torneo de Caserta
El Torneo de Caserta fue una celebración medievalizante realizado frente al palacio de Caserta cerca de Nápoles el 8 de febrero de 1846.

## Historia
La celebración se enmarcó dentro de las realizadas con ocasión del Carnaval de 1846. Fue ordenada por el joven monarca Fernando II de las Dos-Sicilias.
Se celebró por primera vez el día 8 de febrero de 1846 en la plaza del palacio de Caserta. Por aquel entonces esta población estaba ya conectada a Nápoles por un ferrocarril, lo que permitió que un mayor número de población de esta última ciudad pudiera acudir a presenciar el espectáculo. Comenzó a las 14:00 con un redoble de tambores.
El torneo fue ganado por el bando rojo, liderado por el monarca.
Sería repetido posteriormente una semana después, el 15 de febrero de 1846.

## Descripción
El torneo (también su posterior repetición) se celebró en la amplia plaza o cour d'honneur frente al palacio de Caserta.
El torneo se realizó con una estética medievalizante, se habilitó un palenque rectangular frente a la fachada del palacio. Así se montaron tribunas altas cubiertas de tela de rayas azul y blanca para la Familia Real y la corte, frente a la fachada principal del palacio. A la derecha de esta palco sendos palcos, uno para los jueces de la justa y otro para el condestable, maestro de campo. Desarrollaron estos puestos: de gran príncipe del campo actuó el teniente general don Filippo Saluzzo, consejero de Estado y como gran condestable, el general Ruffo Scilla. Detrás del palco del condestable se situaba un palco para la banda.
Además los participantes en el torneo, así como otros vestidos de heraldos y pajes utilizaron una serie de disfraces de estilo trovador.
Los caballeros del torneo se dividían en dos facciones compuestas por doce caballeros, liderados por uno de ellos:
- La roja, con penachos y petos rojos y amarillos, que se encontraba liderada por Fernando II de las Dos Sicilias. Entre otros contaba con los siguientes caballeros:
  1. Su Alteza Real el conde del Aquila [hermano de Fernando II].
  2. Su Alteza Real el conde de Trapani [hermano de Fernando II].
  3. el señor duque de San Cesareo, caballero mayor de S.M. el Rey.
  4. el señor caballero don Giuseppe Paternó, de los marqueses de Spedalotto, mayordomo de semana de S.M. el Rey y coronel comandante del 2º Regimiento de Húsares de la Guardia.
  5. el señor conde de Vigolino Douglas, Luigi Scotti, mayor del 2º Regimiento de Lanceros.
  6. el caballero Mer[r]y, coronel y gentilhombre de cámara español.
  7. el señor brigadier don Tomasso d'Aquino, príncipe de Caramanico, gentilhombre de cámara de S. M. el Rey [de las Dos Sicilias] con ejercicio.
  8. el señor conde Francesco de la Tour, mayordomo de semana de S.M. el Rey [de las Dos Sicilias] y capitán del 2º Regimiento de Húsares de la Guardia.
  9. el señor don Raffaele Pinedo, teniente coronel del 1er Regimiento de Húsares de la Guardia.
  10. el caballero don Giovanni Esperti, mayor del 1er Regimiento de Lanceros.
  11. el señor don Filippo Colonna, de los príncipes de Stigliani, capitán del 2º Regimiento de Lanceros.
- La blanca, con penachos y petos blancos, liderada por el señor general Ferdinando, marqués Nunziante y gentilhombre de cámara de S.M [Fernando II de las Dos Sicilias]. Eran parte de esta facción, entre otros:
  1. el duque de Sangro, gentilhombre de cámara y caballero de compañía del Rey.
  2. Su Excelencia el conde del Balzo, caballero de honor de S. M. la Reina Madre.
  3. el señor duque de San Vito Caracciolo, mayor del 2º Regimiento de Húsares de la Guardia.
  4. el señor capitán Santostefano, de los marqueses della Cerda, en el 2º Regimiento de Lanceros.
  5. el señor marqués de Rivelli, gentilhombre de cámara con ejercicio de S.M. el Rey [de las Dos Sicilias] y capitán ayudante, mayor del 2º Regimiento de Húsares de la Guardia.
  6. el señor caballero don Camillo Caracciolo de los Príncipes de Torchiarola, coronel del 1er Regimiento de Lanceros.
  7. el señor conde don Giacomo Gaetani, de los duques de Laurenzano, primer teniente del 1er Regimiento de Lanceros y mayordomo de semana del Rey.
  8. el señor conde don Luis Gaetani, de los duques de Laurenzano, mariscal de campo y ayudante general de S.M. el Rey.
  9. el señor conde don Giuseppe Statella, teniente coronel del 1er Regimiento de Lanceros.

Además participó el conocido como caballero negro, representado por don Giuseppe Palmieri, marqués de Monferrato, mayor del 1er regimiento de la Guardia.  
Participaron algunas princesa y damas de la corte, disfrazadas al gusto medieval trovadoresco descritas en la obra de Cirelli como:
- S.M. la Reina Madre.
- S.A.R. Doña María Carolina Fernanda [princesa de las Dos Sicilias]
- S.A.R. la condesa del Aquila [la princesa Genara María de Braganza,[4] esposa del príncipe Luis de las Dos-Sicilias, conde de Aquila y hermano de Fernando II.]
- S.A.R. Doña María Amalia [princesa de las Dos Sicilias y hermana de Fernando II]
- la señora princesa [consorte] de Paterno,[5] dama de la Real Corte [de las Dos Sicilias].
- la señora princesa [consorte] Zurlo Imperiale di Francavilla,[6] dama de la Real Corte [de las Dos Sicilias].
- la señora duquesa [consorte] de Sangro, ídem y dama de compañía de la reina reinante [María Teresa de Austria-Teschen].
- la señora marquesa de Monferrato, dama de compañía de la reina reinante.
- la señora duquesa  [consorte] de San Cesareo, dama de la Real Corte [de las Dos Sicilias].
- la señora condesa Statella, nacida Berio, dama de la corte de las Dos Sicilias.
- la señora condesa consorte de Montluc, dama de honor y aya de las princesas [María Anunciada y María Inmaculada, hijas de Fernando II].
- la señora duquesa [consorte] de Scondito, nacida Sanseverino.
- la señora princesa [consorte] de Satriano.
- la condesa [consorte] Grifeo Reggio, dama de la Real Corte [de las Dos Sicilias].
- la señora princesa [consorte] de Centola, dama de Corte [de las Dos Sicilias].
- la señora marquesa [consorte] Nunziante, dama de Corte [de las Dos Sicilias].
- la señora condesa [consorte] Gaetani, dama de compañía de S.M. la Reina Madre.
- la señora marquesa [consorte] de Selice, nacida Statella.
- la señora condesita [consorte] Gaetani, nacida Cimaglia de Marquesi.
- la señora condesa [consorte] de la Tour nacida de Sangro.
- la señora marquesa [consorte] de Rivelli.
- la señora doña Luisa Spinelli nacida Marilli, dama de la Real Corte [de las Dos Sicilias].
- la señora princesa [consorte] de Villa, dama de la Real Corte y en la inmediación de S.A.R. la condesa del Aquila.
- la señora princesa [consorte] de Scoroia, dama de la Real Corte [de las Dos Sicilias].

Contó con una banda de música y otros personajes como: beduinos incluyendo su jefe; cosacos, también incluyendo su jefe; el señor don Pascual de los condes Vita, segundo teniente del 1er regimiento de lanceros; guarda damas y pajes de las damas.
Además, Nicola Fornasini compuso música para el torneo.

## Iconografía
En 1847 Salvatore Fergola realizó dos grandes lienzos haciendo pareja, representando aspectos del torneo. Estos óleos presentan un gran número de detalles del torneo. Describen dos momentos diferentes del torneo desde diferentes perspectivas. Estos dos cuadros se sitúan en una sala del apartamento del palacio de Caserta conocido como Appartamento Murattiano.
Tres años después, Filippo Cirelli dirigió un álbum impreso que describe e ilustra tanto el torneo, como cada uno de los caballeros que participaron en la facción roja y la blanca, así como algunas damas. Colaboró como autor Domenico Ventimiglia y como ilustrador, Mariani Gregorio.

### Individuales
1. ↑  «L’effimero necessario divertimento, feste e scenografie della corte borbonica. Ferdinando II: Il torneo di Caserta, Carnevale 1846 13 e cont». Wolf (en italiano) (3). 1 al 15 de febrero de 2021.
2. ↑  Sannino, Silvio (10 de enero de 2022). «Il carnevale del 1846, armi e cavalieri alla corte di Ferdinando II». Storie Napoli (en it-IT). Consultado el 2 de agosto de 2023.
3. ↑  Mastriani, Francesco (1870). «Il regno della forza. X». Misteri di Napoli: studi storico-sociali (en italiano). G. Noble. p. 331. Consultado el 2 de agosto de 2023.
4. ↑  «personaggio del torneo di Caserta nel carnevale del 1846 [S.A.R. la Condesa dell Aquila]». catalogo.beniculturali.it (en inglés). Consultado el 2 de agosto de 2023.
5. ↑  «Personaggio del torneo di Caserta nel carnevale del 1846 [S.E. Principessa di Paterno]]». catalogo.beniculturali.it (en inglés). Consultado el 2 de agosto de 2023.
6. ↑  «personaggio del torneo di Caserta nel carnevale del 1846 [Principessa Zurlo Imperiale di Francavilla]». catalogo.beniculturali.it (en inglés). Consultado el 2 de agosto de 2023.
7. ↑  «Nicola Fornasini». Cenno storico sulla scuola musicale di Napoli del cavaliere Francesco Florimo: 2 (en italiano). Lorenzo Rocco. 1871. p. 1077. Consultado el 2 de agosto de 2023.
8. ↑  Martucci, Ettore; Romano, Anna Maria (1993). La città reale: Caserta (en italiano). Guida Editori. p. 174. ISBN 978-88-7188-055-6. Consultado el 2 de agosto de 2023.